# Cécile Pallas
Cécile Pallas est une actrice française, née le 22 mars 1966 à Cahors (Lot).

## Filmographie
- 1990 : Salut Les Musclés (saison 1, épisode 38 : La Visiteuse) : Lola
- 1991 : Le Voleur d'enfants de Christian de Chalonge d'après Jules Supervielle
- 1991 : Triplex de Georges Lautner d'après Didier Van Cauwelaert
- 1992 : Ticket d'amour, tarif étudiant de Jean-Paul Vuillin
- 1992 : Tableau d'honneur de Charles Némès
- 1992 : Pas d'amour sans amour ! d'Evelyne Dress
- 1992 : Jour de colère (TV) de David Delrieux
- 1992 : Navarro : L'étoffe de Navarro (série télévisée no 27) (saison 5 épisode 1) de Patrick Jamain
- 1993 : Die Wildnis de Werner Masten
- 1993 : Sauve-toi de Jean-Marc Fabre
- 1993 : Le Dîner de cons (Théâtre) mise en scène de Francis Veber, Pierre Mondy
- 1993 : Cherche famille désespérément (TV) de François Luciani
- 1993 : Bloody Mary (Court métrage) de Guy Mazarguil
- 1993 : Au beau rivage (TV) de Serge Korber
- 1993 : Nestor Burma (série télévisée), saison 2, épisode 5 : Un Croque-mort nommé Nestor : Janine Derogier
- 1994 : Une qui promet (TV) de Marianne Lamour
- 1994 : L'Héritière de charme (TV) de Patrice Ambard d'après Françoise Xenakis
- 1994 : Arthur et Théa (TV) d'Éric le Hung
- 1995 : Comment épouser un héritage ? (TV) de Patrice Ambard
- 1995 : El efecto mariposa (L'effet papillon) de Fernando Colomo
- 1995 : Silent Witness : Darkness visible (série télévisée) de Noëlla Smith
- 1995 : Les Cordier, juge et flic : Un si joli témoin, Nathalie Larrieu, (série télévisée no 9) de Yves Amoureux
- 1995 : Highlander : Jusqu'à la mort (Série TV n°86) de Dennis Berry
- 1996 : Highlander (Série TV) de Denys Berry
- 1996 : Chercheurs d'or : Adventures of smoke bellew (Feuilleton TV) de Marc Simenon
- 1996 : Chercheurs d'or : Le procès de Belliou (Feuilleton TV) de Marc Simenon
- 1996 : Chercheurs d'or : La Vente aux enchères (Feuilleton TV) de Marc Simenon
- 1996 : Chercheurs d'or : La Roue de la chance (Feuilleton TV) de Marc Simenon
- 1996 : Chercheurs d'or : La Ruée vers l'or (Feuilleton TV) de Marc Simenon
- 1996 : Strangers : Little birds (série télévisée no 12) de Damian Harris
- 1997 : Tenue correcte exigée de Philippe Lioret : Véro
- 1997 : Smile de Sergio Gobbi
- 1997 : Le Serre aux truffes (TV) de Jacques Audoir
- 1997 : Rewind de Sergio Gobbi
- 1998 : Saint Yves (TV) de Harry Hook d'après Robert Louis Stevenson
- 1998 : Frères et flics : Maldonne (série télévisée no 1) de Bruno Gantillon
- 1998 : Le Bahut : La Loi du plus fort (Série TV no 1) de Michaëla Watteaux
- 1998 : Frères et flics : Recherche Rosetta désespérément (série télévisée no 2) de Bruno Gantillon
- 1998 : Le Bahut : La Fugue en mineure (série télévisée no 2) de Michaëla Watteaux
- 1998 : Frères et flics : Paparazzi (série télévisée no 3) de Bruno Gantillon
- 1998 : Frères et flics : Plage interdite (série télévisée no 4) de Bruno Gantillon
- 1998 : Frères et flics : Monsieur Charly (série télévisée no 5) de Bruno Gantillon
- 1998 : Frères et flics : But contre son camp (série télévisée no 6) de Bruno Gantillon
- 1999 : Au bénéfice du doute(TV) de Williams Crépin
- 1999 : Jéronimos (TV) de Williams Crépin
- 1999 : Le Bahut : Une fille rebelle (série télévisée no 3) d'Arnaud Sélignac
- 1999 : Le Bahut : Testament d'un professeur (série télévisée  no 4) de Michaëla Watteaux
- 1999 : Justice : Illégitimes souffrances (série télévisée  no 4) de Gérard Marx
- 1999 : Le Bahut : Haute Pression (série télévisée no 5) d'Arnaud Sélignac
- 1999 : Le Bahut : L'Accident (série télévisée  no 6) d'Arnaud Sélignac
- 2002 : Je brûle dans le vent (Brucio nel vento) de Silvio Soldini
- 2005 : Empaillé (court métrage) de Laure Plaindoux (Production: EICAR-Paris/jean-Paul Vuillin)
- 2005 : Le Grand Patron : Maldonne (Série TV no 15) de Dominique Ladoge
- 2005 : Commissaire Moulin : Le Sniper (série télévisée no 63) d'Éric Summer
- 2006 : Une femme d'honneur : Violences conjugales (série télévisée  no 33) de Michael Perrotta
- 2006 : Père et Maire : Retour de flammes (série télévisée) de Gilles Béhat
- 2007 : Mystère de Didier Albert (Feuilleton TV - 12 x 52 min)
- 2011 : Julie Lescaut - Alain Choquart
- 2011 : Le Jour où tout a basculé - Luc Chalifour
- 2011 : Je retourne chez ma mère : La femme de François
- 2012 : Commissaire Magellan - Étienne Dhaene
- 2015 : Commissaire Magellan - Grand large de François Guérin
- 2017 : Le Prix de la vérité d'Emmanuel Rigaut : Jeanne De Courcy

## Théâtre
- 1990 : L'Échelle (Théâtre) mise en scène de Paola Lanzi
- 1993 : Le Dîner de cons de Francis Veber, mise en scène Pierre Mondy, Théâtre des Variétés
- 2013 : La véritable histoire de Maria Callas de Jean-Yves Rogale, mise en scène Raymond Acquaviva,   Théâtre Déjazet